# Kruispolder
De Kruispolder is een polder ten oosten van het Nederlands dorp Kloosterzande, behorende tot de Polders van Hontenisse en Ossenisse.
Oorspronkelijk lag hier de Oude Polder van Hontenisse, ingedijkt in het begin van de 13e eeuw door de monniken van de Abdij Ten Duinen. Tussen 1508 en 1511 verdween deze echter in de golven, en de polder werd -vanwege de hoge daaraan verbonden kosten- niet herdijkt. Zo ontstonden de Schorren van Oud-Hontenisse. Volgens het toen geldende dijkrecht kwam het gebied toen aan de Graaf van Vlaanderen. Eind 1610 werd een verdrag gesloten waarbij de Aartshertogen de indijking zouden bewerkstelligen en de Abdij niettemin 150 gemet van het nieuwe land zouden krijgen.
Drie hovelingen, Nicolaas de Montmorencey, Veuchenscheur de Dirchhouckendorff en Antoine Suarez de Arguello verkregen de opdracht, alsmede een deel van de polder. Eind 1612 kwam het werk gereed. De polder is 746 ha groot. Ze heeft een zeewerende dijk van 3700 meter.
De Kruispolder liep op 14 februari 1953 tijdelijk onder water, vanwege de Watersnood van 1953.
In de polder liggen de buurtschappen Kruisdorp, Kruispolderhaven, Baalhoek en Duivenhoek.